# 流し台

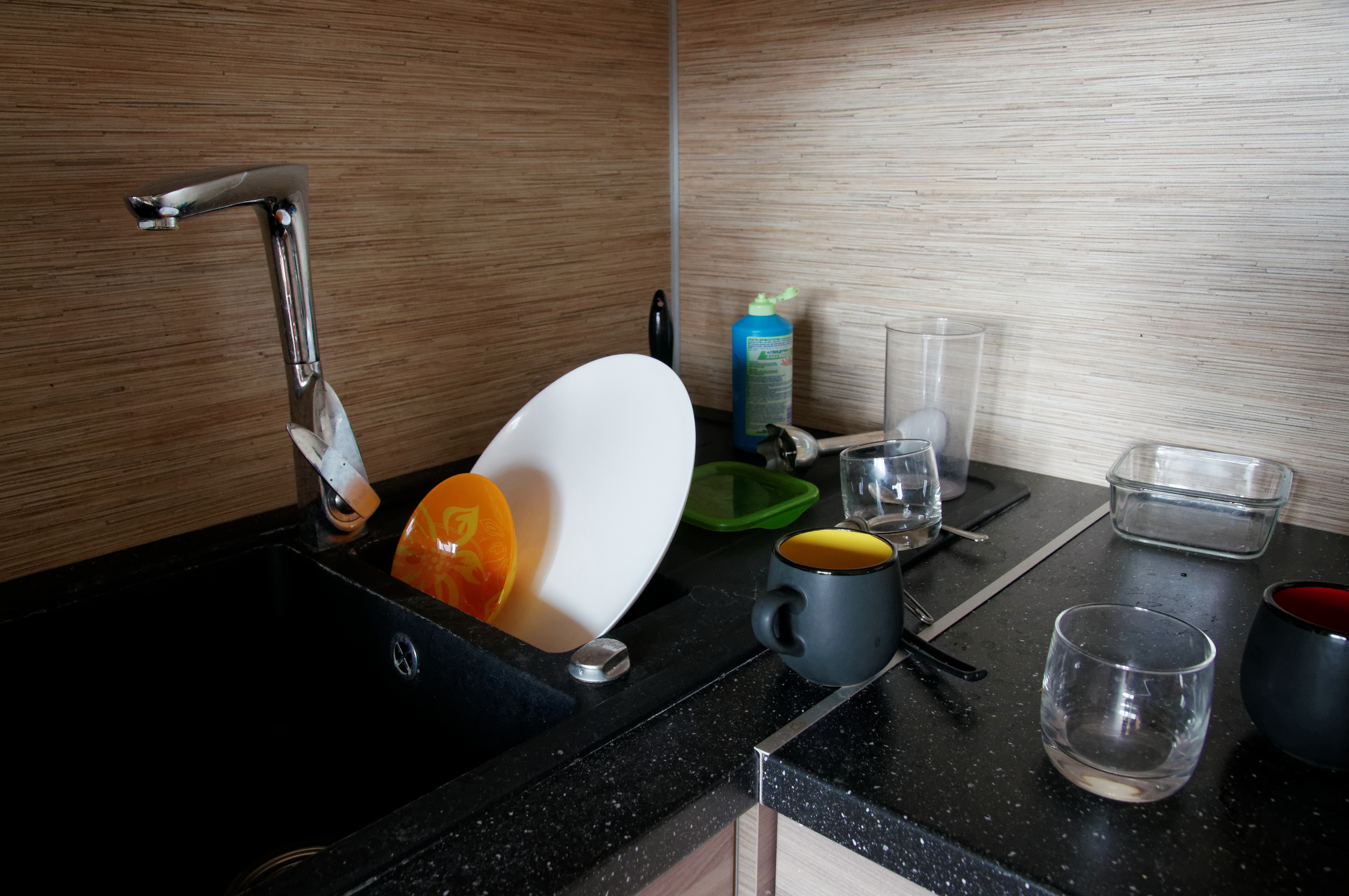
台所流し

流し台（ながしだい）とは、台所等に備え付けられている、水等を流す排水溝を備えた水槽状の台のことである。シンク (英: sink) ともいう。使用場所により、台所用流し台、掃除用流し台、洗濯用流し台、実験用流し台、薬品用流し台などがある。

## 語源
シンク（英: sink）は「沈む」「沈没する」「沈下する」などの意味であり、これが転じて台所の流し台を意味するようになった。日本語でシンクと言えば台所のイメージが強いが、英語では「洗面台」や「下水溝」、更には「汚水溜め」などの意味もある。

## 台所用

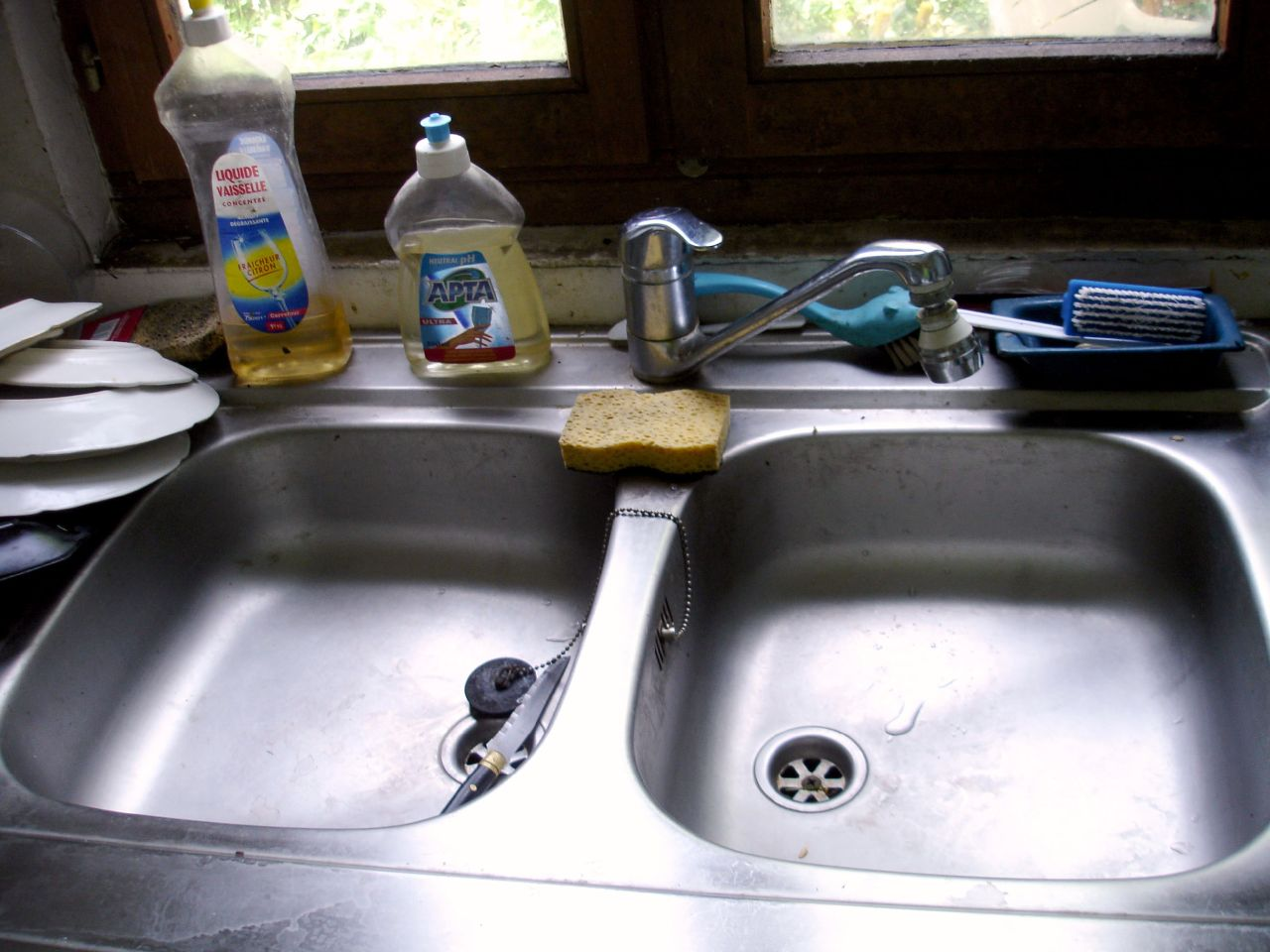
2槽式

ステンレスを素材としている場合が多いが、アルミやホーロー、コンクリート、大理石、または大理石に似せた合成樹脂（人造大理石）などでできている場合もある。
日本では、1957年（昭和32年）に日本住宅公団がステンレスの流し台を採用。水槽の下を収納キャビネットにした様式は、1960年代後半には一般家庭にも普及した。
台所天板との取り合いによって、オーバーカウンター方式、アンダーカウンター方式、一体化方式などがある。
オーバーカウンター方式は、台所天板に上部からシンクを被せネジで固定した後、隙間をシーリング処理したもの。接合部が丸見えになるので見栄えが悪いが漏水点検はしやすい。アンダーカウンター方式は台所天板の裏側から固定したもの。接合部が見えないため漏水に気がつきにくいが、意匠性に優れる。最近のシステムキッチンはこの方式が選ばれることが多い。一体化方式は溶接などで台所天板と一体化し、研磨処理したもの。意匠性に優れ漏水の危険も少ないが、材質が限定される。
槽の数による分類もある。1槽式、2槽式、3槽式などがあり、家庭用には1槽式が使われることが多い。食材と食器など、用途の違うものを別々に洗うために使われる。レストランの厨房などでは衛生面の観点から複槽式の使用が義務付けられている。業務用のシンクには家庭の風呂桶にも匹敵する大型なものもある。

## 洗面、手洗い用

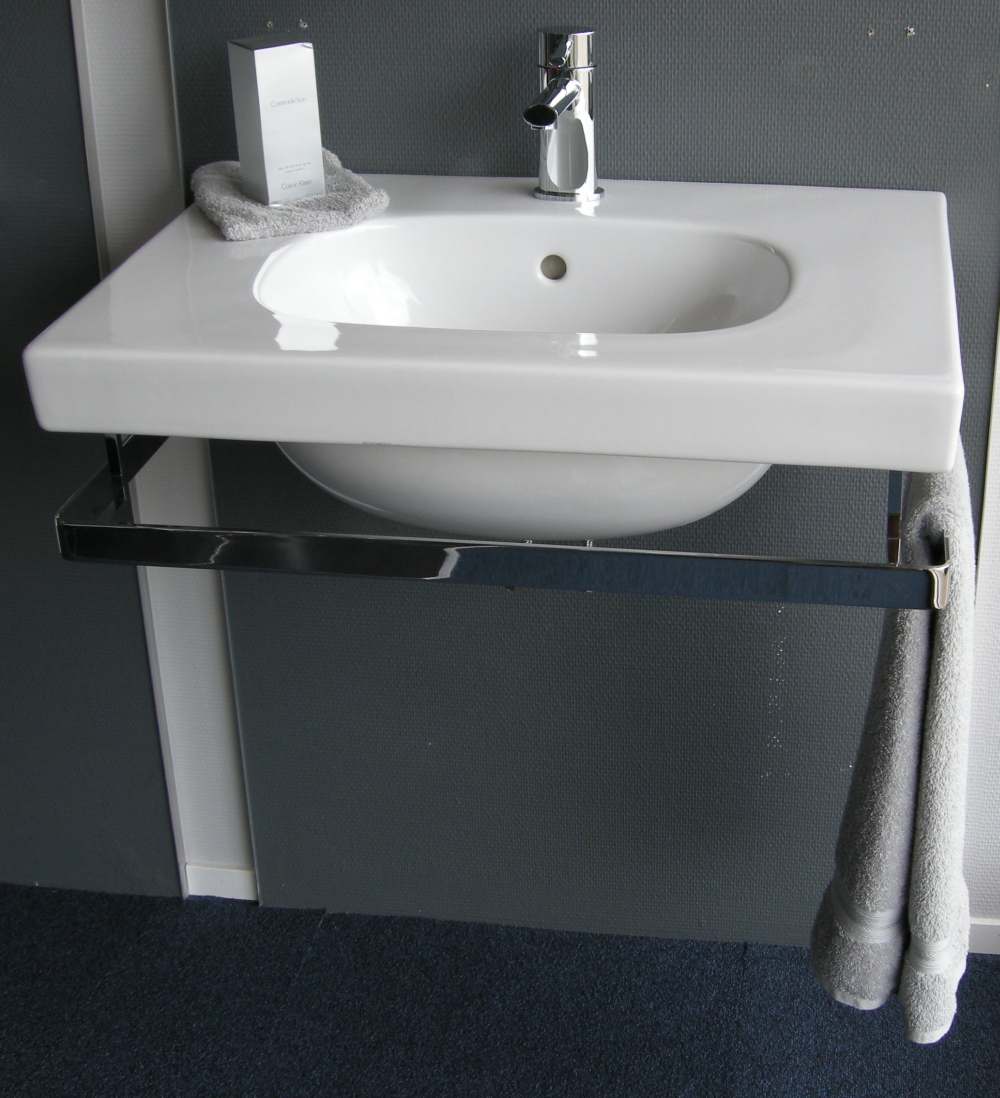
洗面用の流し

洗面用に使われる流しは、洗面器とも呼ばれ、家庭用においては洗面化粧台と一体化して合成樹脂で作られたものが多い。学校やプールで用いられるものはコンクリート製、タイル貼、最近は少ないが人造大理石研ぎ出しのものなどが使われる。店舗には信楽焼などの陶器製、調理用ボウルを転用したステンレス製といったものが採用されることもある。
2020年の新型コロナウイルス感染症の世界的流行に伴い、手洗いとうがいの推奨励行から可動式、可搬式、簡易式で蛇口の付いた手洗い器が使用されるケースが格段に増えた。

## 下洗い用
下流しはスロップシンク、マルチシンク、SK流しともいわれ、家庭菜園でとれた作物や靴、汚れの激しい衣類、掃除用具などを洗うために用いられる。外部、または半外部の空間（ユーティリティ）、公共用便所などに設置される。底の深い大型のものが好まれ、材質は陶器製が多い。